# Massif de Zaraia

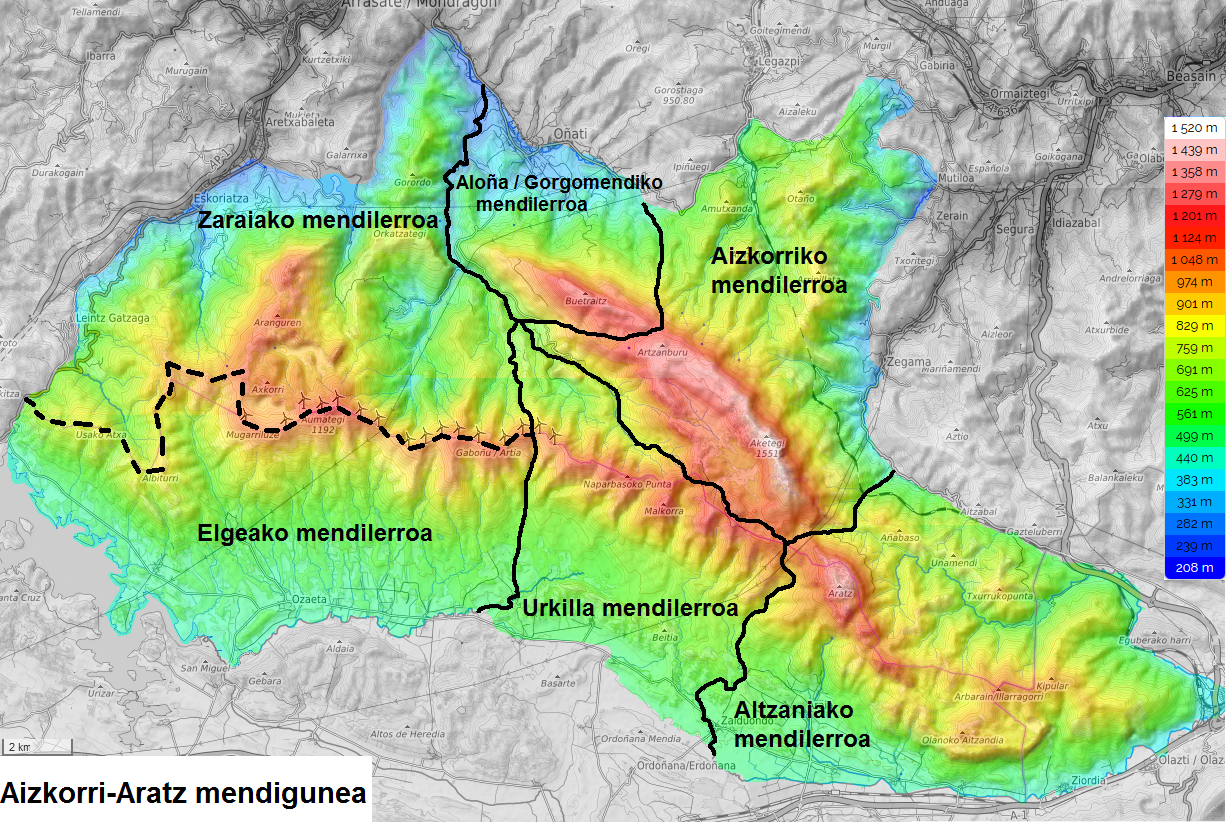
Massif de Zaraia dans le massif d'Aizkorri-Aratz.

Le massif de Zaraia se situe dans la province du Guipuscoa, dans les Montagnes basques.
Les sommets principaux sont Aranguren (1 149 m) et Kurutzebarri (1 112 m).

## Sommets[1]
- Aranguren, 1 149 m 42° 59′ 21″ nord, 2° 29′ 54″ ouest
- Elorreta, 1 141 m 42° 59′ 52″ nord, 2° 29′ 46″ ouest
- Aranguren Sur, 1 136 m 42° 59′ 19″ nord, 2° 29′ 53″ ouest
- Aizkorri, 1 132 m 42° 58′ 20″ nord, 2° 30′ 05″ ouest
- Arlutz, 1 129 m 42° 59′ 01″ nord, 2° 30′ 11″ ouest
- Arlutz Oriental, 1 126 m 42° 59′ 01″ nord, 2° 30′ 08″ ouest
- Kurutzebarri, 1 112 m 43° 00′ 05″ nord, 2° 29′ 45″ ouest
- Erlaitz, 1 108 m 42° 59′ 06″ nord, 2° 30′ 24″ ouest
- Aranguren Txiki, 1 106 m 42° 59′ 08″ nord, 2° 29′ 38″ ouest
- Bizkarlatza, 1 095 m 42° 58′ 28″ nord, 2° 30′ 36″ ouest
- Atain, 1 087 m 42° 58′ 40″ nord, 2° 29′ 57″ ouest
- Maiputz, 1 079 m 42° 58′ 20″ nord, 2° 29′ 30″ ouest
- Andarto, 1 074 m 42° 58′ 46″ nord, 2° 28′ 42″ ouest
- Maruatx, 1 036 m 42° 58′ 44″ nord, 2° 29′ 13″ ouest
- Gazteluko Aitza, 1 027 m 42° 58′ 27″ nord, 2° 28′ 44″ ouest
- Pagobedeinkatuta, 1 017 m 42° 58′ 25″ nord, 2° 31′ 20″ ouest parfois classé dans le massif d'Elgea
- Orkatzategi, 869 m 43° 00′ 41″ nord, 2° 27′ 22″ ouest
- Zamalbide, 853 m 42° 58′ 42″ nord, 2° 28′ 03″ ouest
- Andarto Txiki, 847 m 42° 59′ 04″ nord, 2° 28′ 19″ ouest
- Santikurutz Gain, 830 m 42° 59′ 38″ nord, 2° 28′ 14″ ouest
- Ametzueta, 807 m 43° 00′ 31″ nord, 2° 27′ 52″ ouest
- Atxarro, 796 m 42° 59′ 34″ nord, 2° 32′ 51″ ouest
- Iruaitz, 755 m 43° 00′ 19″ nord, 2° 28′ 05″ ouest
- Atxorrotz, 736 m 43° 00′ 05″ nord, 2° 32′ 25″ ouest
- Arbe, 731 m 43° 00′ 04″ nord, 2° 28′ 10″ ouest
- Gorordo, 692 m 43° 01′ 28″ nord, 2° 27′ 06″ ouest
- Gorordo Txiki, 655 m 43° 01′ 11″ nord, 2° 27′ 17″ ouest
- Illargaina, 640 m 43° 02′ 03″ nord, 2° 26′ 49″ ouest
- Galarrixa, 547 m 43° 01′ 51″ nord, 2° 28′ 27″ ouest
- Kurtzetxiki, 531 m 43° 03′ 18″ nord, 2° 28′ 53″ ouest
- Otaerre, 516 m 43° 02′ 44″ nord, 2° 26′ 52″ ouest
- Kortaburu, 484 m 43° 04′ 13″ nord, 2° 27′ 26″ ouest